# Dolcet verí
Dolcet verí va ser una revista underground publicada a Reus el 1977, que va sortir en només dos números.
Al primer número es definia com a "portantveu de la xafarderia escandalosa" i reportava una entrevista al suposat i "celebrat poeta local" Edmon d'Artagan, identificable per l'homofonia del nom. El segon número tenia més pretensió i incloïa al suplement interior Contrasenya un interessant article, "D'indigència imaginativa", de Josep Murgades, sobre certes pintades amb suposats missatges àcrates aparegudes a la localitat. El coordinador era Ot Cucurny i hi van col·laborar, entre d'altres, Miquel Escudero, Xavier Izquierdo, Antoni Nomen i Wecesiau Wagenberg, que va signar una entrevista amb Raimon Llopis, heterònim fictici d'un popular personatge de la societat local d'aleshores. Es va donar la circumstància que la col·laboració de Miquel Escudero, un article on denunciava un problema urbanístic reusenc, va ser la darrera publicació d'aquest celebrat poeta, que es va suïcidar, al cap de quatre mesos, justament prop del lloc a què es referia l'escrit.